# Lâu đài Danków

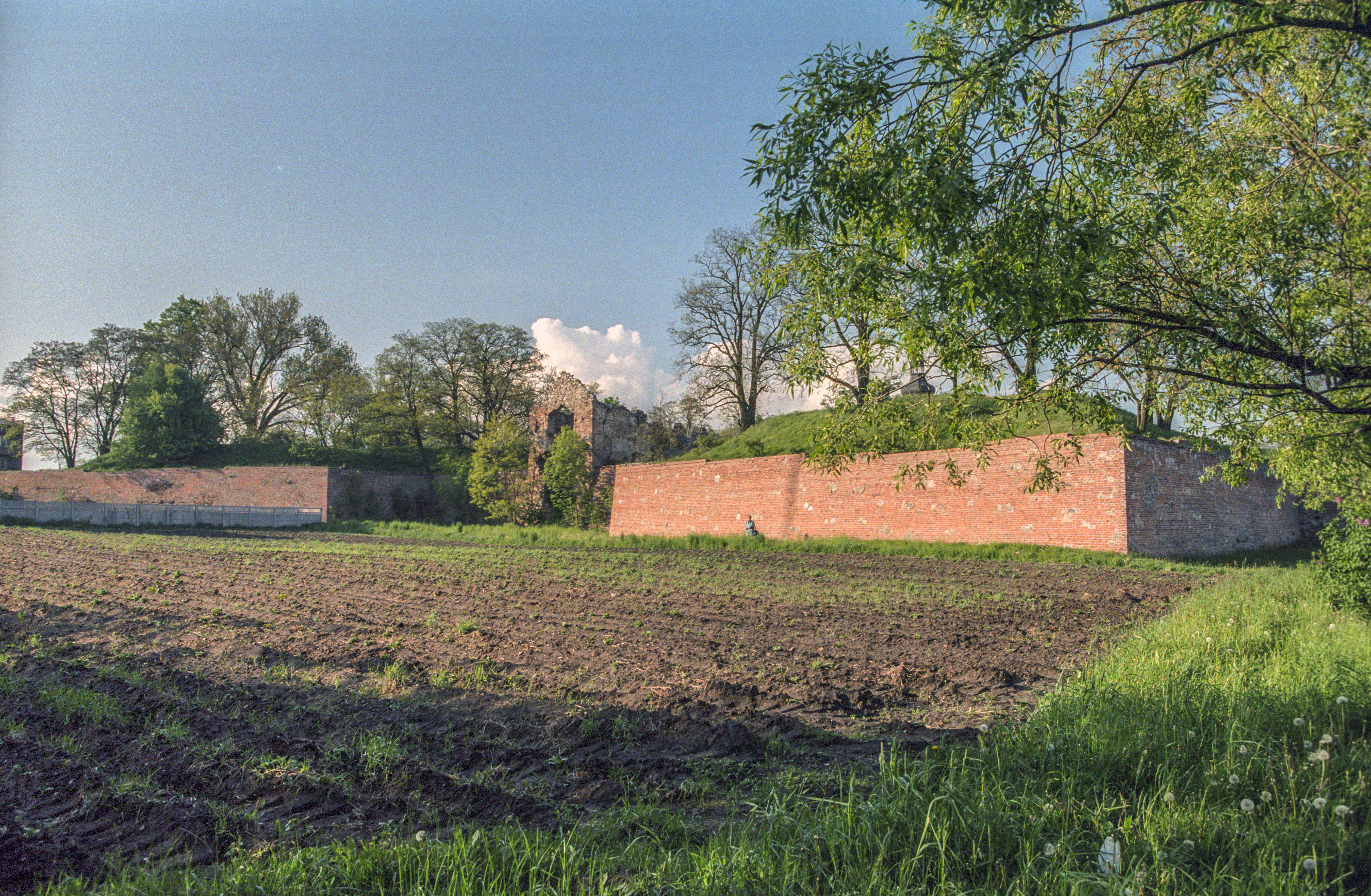
Cổng lâu đài (2020)

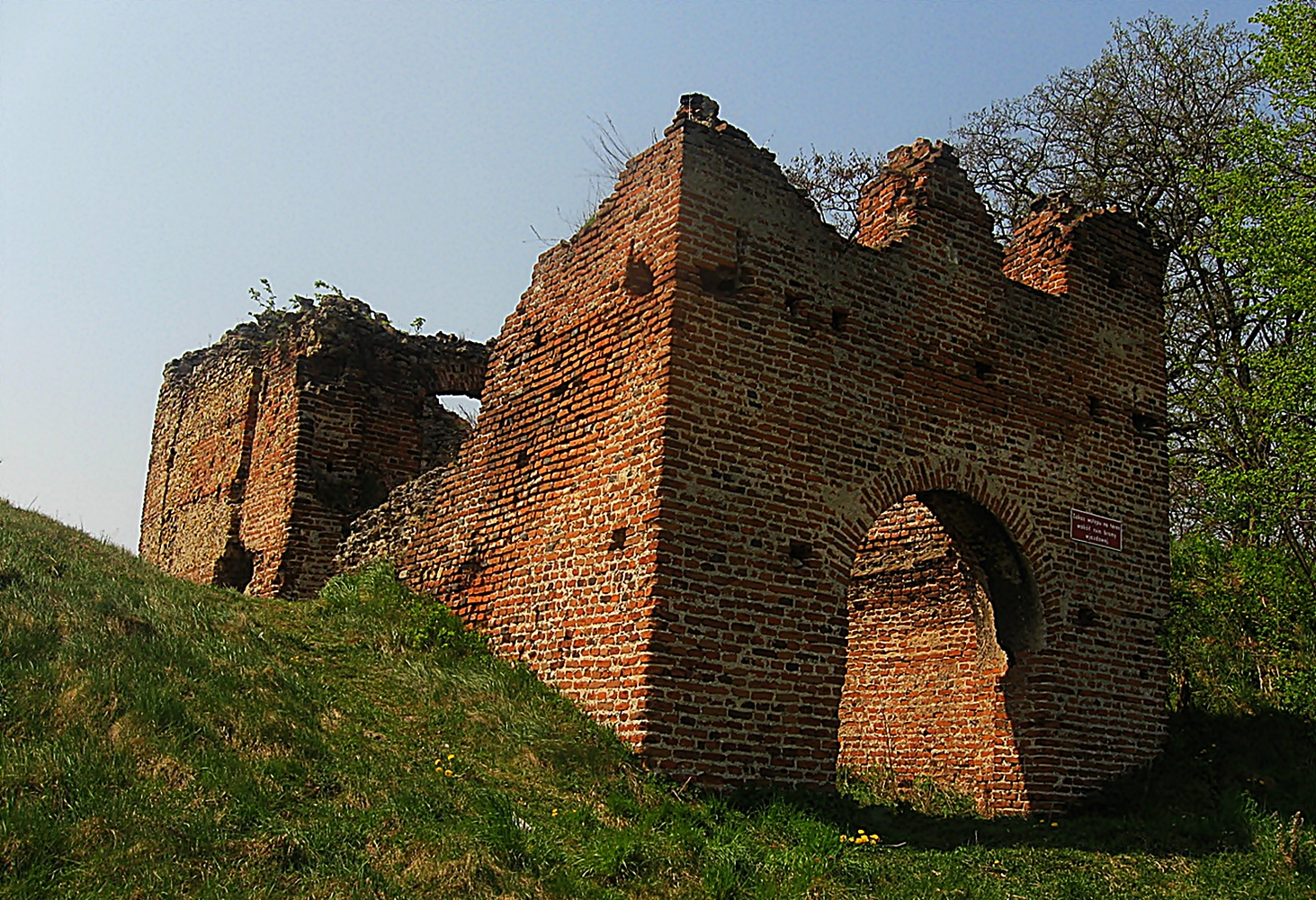
Tàn tích - Cổng Krzepicka (2009)

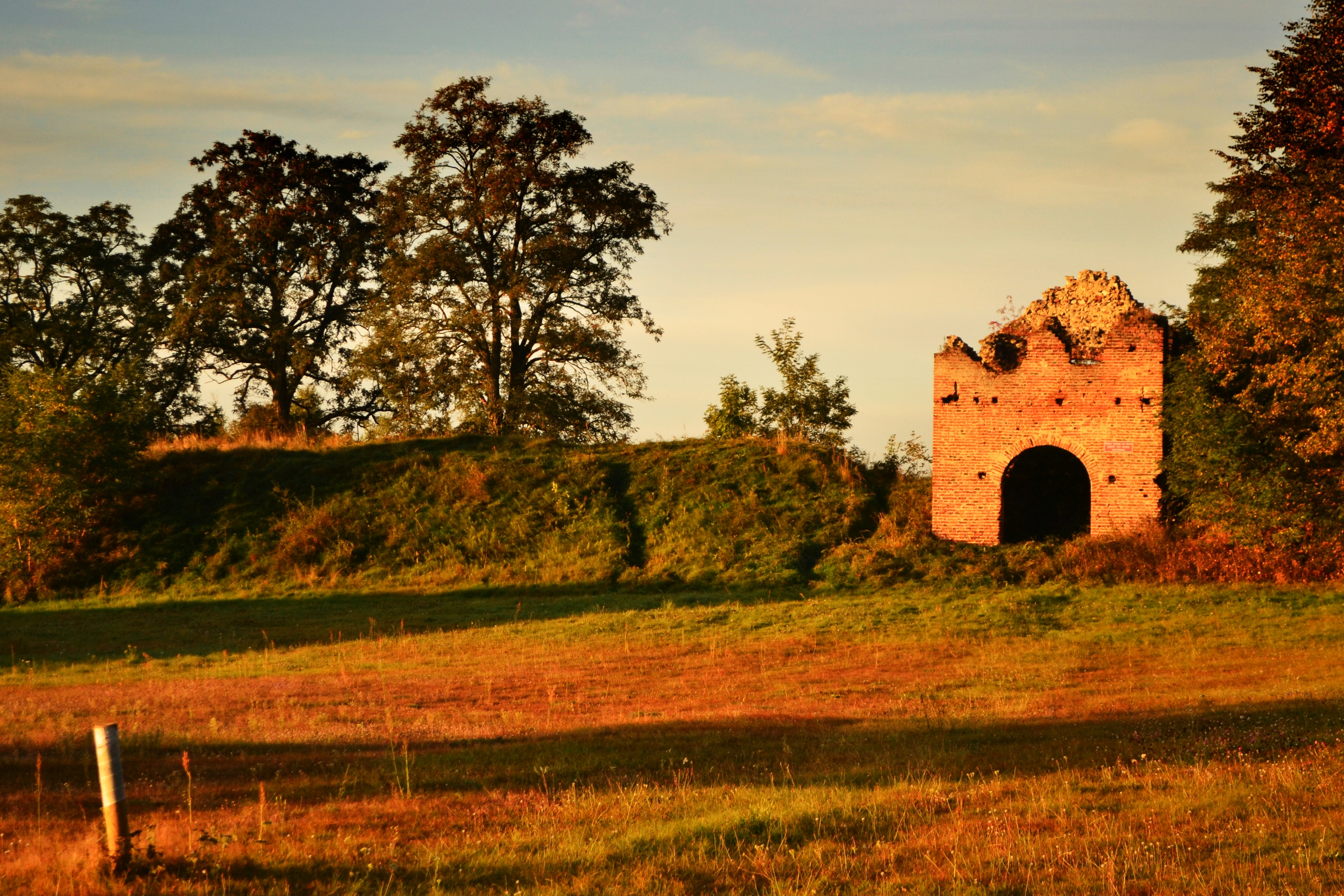
Tàn tích - Cổng Krzepicka (2011)

Lâu đài Danków (tiếng Ba Lan: Zamek w Dankowie) là một lâu đài lịch sử (hiện nay còn lại tàn tích), tọa lạc ở làng Danków, huyện Kłobucki, tỉnh Śląskie, Ba Lan. Công trình kiến trúc này có tên trong danh sách di tích.
Các tàn tích còn sót lại cho đến ngày nay, bao gồm: Các thành lũy của pháo đài, cổng chính, cổng Krzepicka, cổng phía sau (cổng phía bắc) dưới dạng đường hầm, và một số bức tường đá. Hiện tại, lâu đài Danków là một trong những địa danh thu hút du khách ở ngôi làng đẹp như tranh vẽ này.

## Lịch sử
| Mốc lịch sử | Mô tả |
| ----------- | --- |
| Thế kỷ 15   | Một công trình phòng thủ nhỏ của hiệp sĩ dưới hình dáng một tháp gạch hoặc một ngôi nhà chung cư thời Phục hưng được xây dựng.                                   |
| 1540–1565   | Chủ nhân công trình kiến trúc này là nhà thơ thời Phục hưng - Krzysztof Kobylański.                                                                              |
| Năm 1632    | Việc trùng tu và xây dựng thêm các công trình cho lâu đài được hoàn thành.                                                                                       |
| Thế kỷ 18   | Sau nhiều lần chuyển giao cho các gia đình quý tộc, lâu đài bị bỏ hoang và dần rơi vào tình trạng xuống cấp. Năm 1767, một phần của các tòa nhà bị sét đánh sập. |
| Năm 1823    | Lâu đài được mô tả như một đống đổ nát. |
| Năm 2014    | Nghiên cứu khảo cổ được tiến hành trong khu vực lâu đài. |